# اولگا لیوبیموا
اولگا بوریسوفنا لیوبیموا (روسی: Ольга Борисовна Любимова؛ زادهٔ ۳۱ دسامبر ۱۹۸۰) یک سیاستمدار روسی است که به‌عنوان وزیر فرهنگ فدراسیون روسیه خدمت می‌کند. او در ۲۱ ژانویهٔ ۲۰۲۰ منصوب شد.

والدین  اولگا در عرصه تئاتر روسیه افراد سرشناسی بودند. وی فارغ‌التحصیل رشته خبرنگاری از دانشگاه دولتی مسکو است. لیوبیموا در سال ۲۰۰۱ به عنوان خبرنگار تلویزیونی مشغول به فعالیت شد. زمانیکه در تلویزیون فعالیت می‌کرد به شکل تخصصی روی تولیدات مستند و برنامه‌های دیگری کار می‌کرد که موضوعات مرتبط با کلیسای ارتدکس روسیه را پوشش می‌دادند. در سال ۲۰۱۶ به عنوان مسئول برنامه‌های اجتماعی شبکه یک، مهمترین شبکه تلویزیون دولتی روسیه، انتخاب شد. وی از اعضای کابینه میخائیل میشوستین، نخست‌وزیر جدید روسیه است. لیوبیموا در سال ۲۰۰۸ در وبلاگ شخصی خود نوشته بود که: 
«من هیچ علاقه‌ای به رفتن به نمایشگاه و موزه و اپرا ندارم.»